# Maklári-Tót Attila
Maklári Tót Attila ((? –)) magyar fotós. Az MTAphoto Studio alapítójaként és vezetőjeként széles körű tapasztalattal rendelkezik a divat-, reklám- és üzleti portréfotózás területén,[forrás?] valamint jelentős szerepet játszik a hazai fotós közösségben.

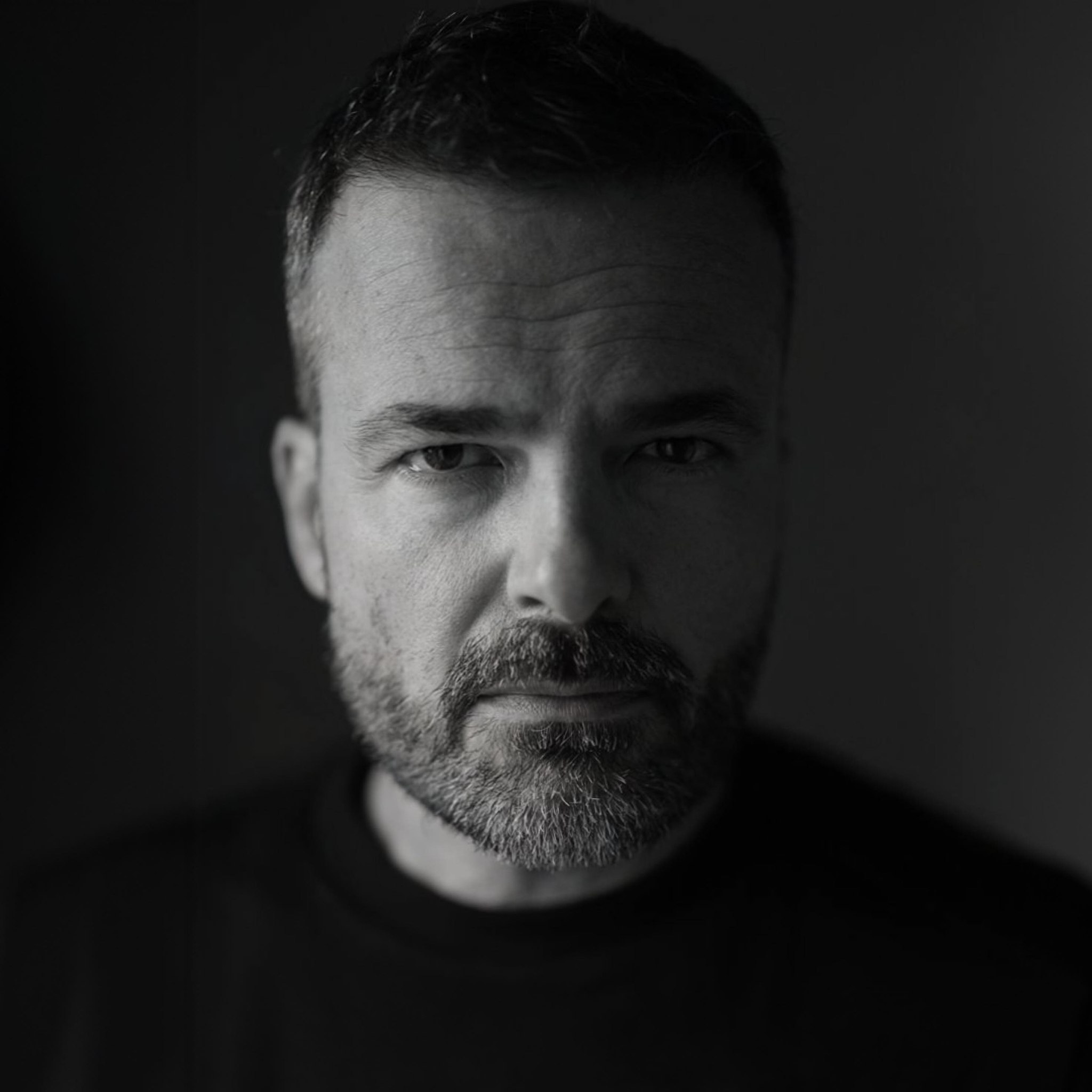
Maklári-Tót Attila

## Szakmai háttér és tapasztalat
Maklári-Tót Attila több mint három évtizede aktív a fotózás világában.[forrás?] Az MTAphoto Studio 30 éve nyújt fotószolgáltatásokat különböző területeken, beleértve a divat-, reklám- és üzleti portréfotózást.  Számos hazai és nemzetközi cég, divatmárka, magazin és kiadó megbízásából dolgozott, valamint előadásokat tartott a fotózás jelentőségéről különböző szakmai rendezvényeken, mint például a PhotoExpo. A magyarországi Playboy, CKM és FHM magazinok korábbi fotósa.

## Stílus és látásmód
Fotóit a professzionalizmus, precizitás és kreativitás jellemzi.[forrás?] Képes a klasszikus portréktól a dinamikus reklámfotókig széles spektrumon mozogni, mindig az adott projekt igényeihez igazodva. Különösen figyel a részletekre és az ügyfél egyedi arculatának megjelenítésére.[forrás?]

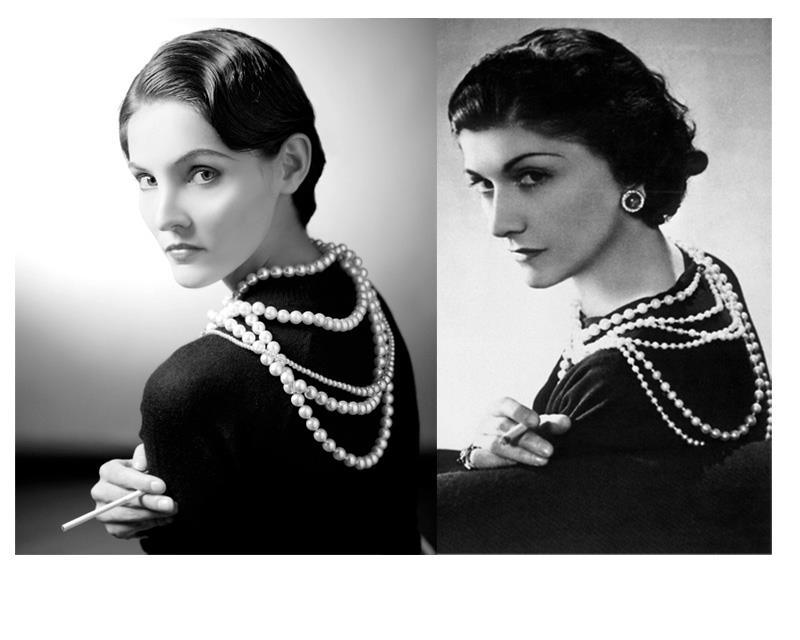
Coco Chanel portré remake

### Coco Chanel nyomában
Az MTAphoto Studio portfóliója számos sikeres projektet tartalmaz, beleértve divatanyagokat, reklámkampányokat és üzleti portrékat.[forrás?] A stúdió több modellt fedezett fel és segített karrierjük elindításában, valamint hírességek ismertségének növelésében. Egyik figyelemre méltó munkája egy Coco Chanel-t megidéző fotó, amelyet világszerte tévesen az eredeti Chanel-képként említenek.[forrás?] Létezik egy híres fénykép Gabrielle Bonheur Coco Chanelről , a francia divattervezőről és üzletasszonyról, amelyen fekete öltözetben, több gyöngynyakláncot viselve a válla fölött hátrapillant. Ez nem az a fénykép. A képet világszerte megosztják az interneten, nemcsak a „lusta” történelemtémájú Twitter-fiókok és weboldalak, hanem komolyabb források is, Coco Chanel valódi fényképeként.[forrás?] Valójában azonban ez a kép egy 2012-ben megjelent könyvből származik, amelynek címe: A történelem legszebb asszonyai, szerzője Dr. Kiss Róbert Richard.[forrás?] A könyvéhez a szerző több fotóst és modellt kért fel arra, hogy történelmi hírességek bőrébe bújjanak. A jelzett képet Maklári-Tóth Attila fotós készítette Lónyai Linda modellről, Coco Chanel híres fotójának újraalkotásaként.[forrás?]

### Szakterületei
- Divat- és reklámfotózás[forrás?]
- Üzleti portrék[forrás?]
- Épület- és enteriőrfotózás[forrás?]

Maklári-Tót Attila egyedülálló abban, hogy képes ötvözni a művészi látásmódot a kereskedelmi igényekkel.[forrás?] Kiemelkedő képessége van arra, hogy az ügyfelek egyedi arculatát és üzenetét vizuálisan megjelenítse, legyen szó üzleti portréról vagy reklámkampányról. Emellett aktívan részt vesz a hazai fotós közösség életében, előadásokkal és workshopokkal támogatva a szakma fejlődését.[forrás?]